# 626 v. Chr.
Portal Geschichte | Portal Biografien | Aktuelle Ereignisse | Jahreskalender | Tagesartikel

◄ |
8. Jahrhundert v. Chr. |
7. Jahrhundert v. Chr. |
6. Jahrhundert v. Chr. |
►

◄ | 640er v. Chr. | 630er v. Chr. | 620er v. Chr. | 610er v. Chr. |
600er v. Chr. |
►

◄◄ | ◄ | 629 v. Chr. | 628 v. Chr. | 627 v. Chr. | 626 v. Chr. |
625 v. Chr. |
624 v. Chr. |
623 v. Chr. |
► |
►►

## Ereignisse

### Politik und Weltgeschehen
- Im Monat Ajaru (28. April–27. Mai[1]) geht das assyrische Heer gegen Unruhen in Akkad vor.
- Die erste Anordnung von Nabopolassar als designierter babylonischer Thronfolger datiert auf den 17. Mai[1] (18. Ajaru).
- Am 2. Oktober[1] (11. Tašritu: 1.–2. Oktober) marschiert die assyrische Armee nach mehreren Kämpfen in Babylon ein und plündert die Stadt.
- Am 16. November[1] (26. Araḫsamna: 15.–16. November[1]) besteigt Nabopolassar als neuer offizieller babylonischer König den Thron, nachdem Babylonien gemäß babylonischer Chronik ein Jahr lang ohne König war.

### Wissenschaft und Technik
- Akzessionsjahr des babylonischen Königs Nabopolassar (626 bis 625 v. Chr.): 
  - Im babylonischen Kalender fällt das babylonische Neujahr des 1. Nisannu auf den 29.–30. März[1]; der Vollmond im Nisannu auf den 11.–12. April[1], der 1. Tašritu auf den 22.–23. September[1] und der 1. Araḫsamna auf den 21.–22. Oktober[1].[2]

## Gestorben
- 627/626 v. Chr.: Kandalanu, babylonischer König (* spàtestens 666 v. Chr.)